# Králova Lhota (okres Písek)
Králova Lhota (německy Königslhota) je obec v okrese Písek v Jihočeském kraji. Leží mezi údolími Vltavy a Skalice. Pod obec spadá i osada Laziště a sousedí s obcemi Lety, Nerestce, Čimelice, Nevězice, Probulov a Orlík nad Vltavou. Žije v ní 198 obyvatel a má rozlohu 1080 hektarů.

## Historie
První písemná zmínka o vesnici pochází z roku 1361, ale založena byla podle emfyteutického práva, které zajistilo příchozím dědičnou držbu půdy, královnou Eliškou už v roce 1312. Správa lhoty pak připadla letovskému rychtáři, který zde měl i značnou soudní pravomoc. Ke královské rychtě v Letech pak patřila až do roku 1421.
V roce 1437 byla Králova Lhota v držení Buška Sekerky ze Sedčic, roku 1472 pak patřila Smilu Hodějovskému z Hodějova.
I přes nepříliš úrodnou půdu bylo obživou tehdejších obyvatel převážně zemědělství.

## Obyvatelstvo
| Rok            | 1869 | 1880 | 1890 | 1900 | 1910 | 1921 | 1930 | 1950 | 1961 | 1970 | 1980 | 1991 | 2001 | 2011 | 2021 |
| -------------- | ---- | ---- | ---- | ---- | ---- | ---- | ---- | ---- | ---- | ---- | ---- | ---- | ---- | ---- | ---- |
| Počet obyvatel | 723  | 706  | 674  | 667  | 643  | 617  | 567  | 399  | 393  | 332  | 301  | 261  | 209  | 205  | 202  |
| Počet domů     | 94   | 96   | 100  | 98   | 100  | 99   | 114  | 121  | 116  | 100  | 94   | 105  | 126  | 100  | 131  |

## Obecní správa
Mezi lety 1850–1880 patřila Králova Lhota jako osada obce k Orlíku nad Vltavou. Od roku 1880 je obcí.

### Části obce
Obec Králova Lhota se skládá ze dvou částí a dvou stejnojmenných katastrálních území.
- Králova Lhota
- Laziště

Od 14. června 1964 do 31. prosince 1991 k obci patřil i Probulov.

## Pamětihodnosti
- Kaple v obci na návsi je zasvěcena Panně Marii.[11]

- Na návsi se nachází zdobný kříž v ohrádce. Na spodním podstavci kříže je uvedena datace 1874. V oválném štítku kříže je tento nápis: Pochválen buď Pán Ježíš Kristus.

- Venkovská usedlost čp. 8 je vedená v Seznamu kulturních památek v okrese Písek.

- V parčíku poblíž návesního rybníka se nalézá kamenný pomník padlým v I. a II. světové válce.

## Galerie

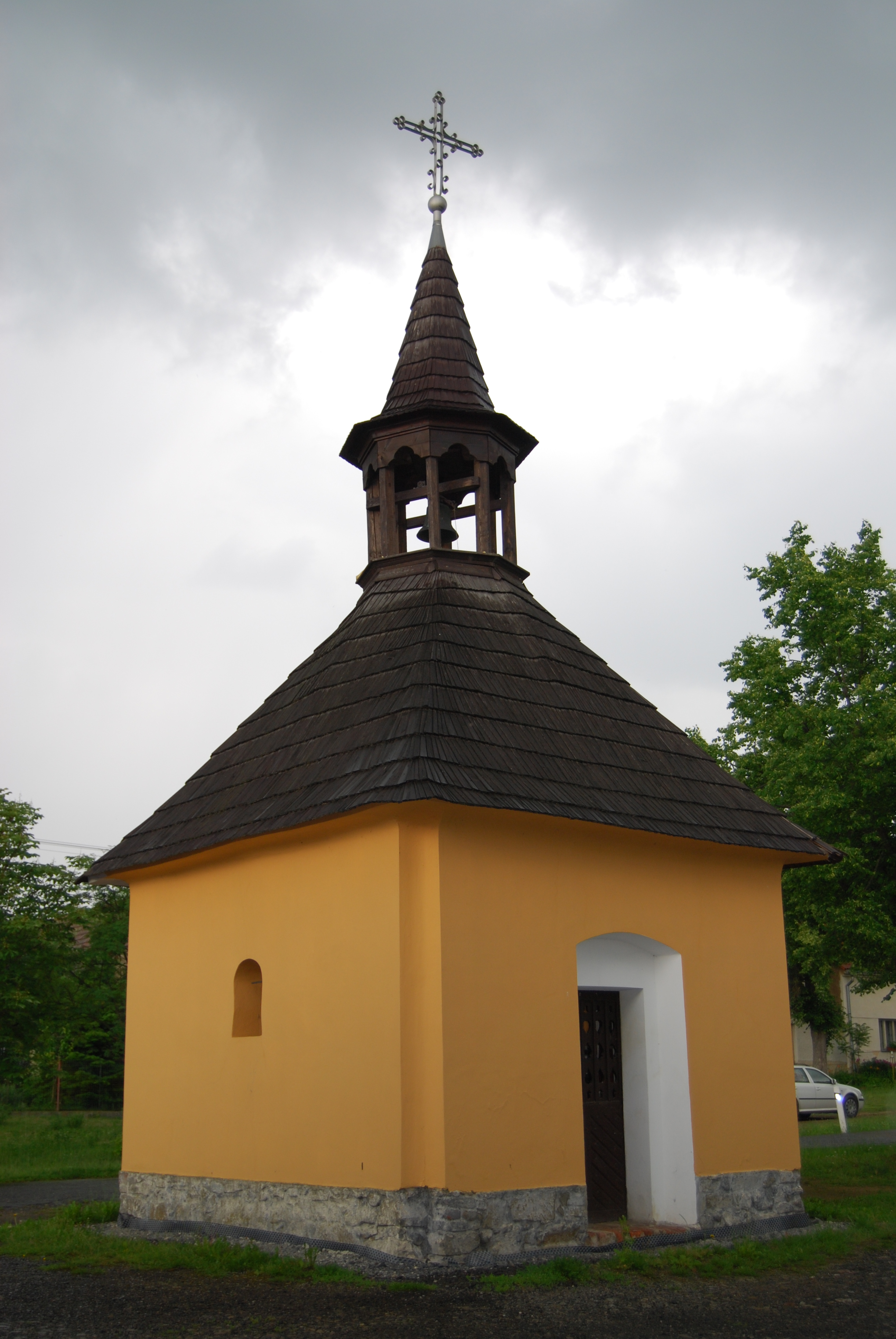
Kaple Panny Marie
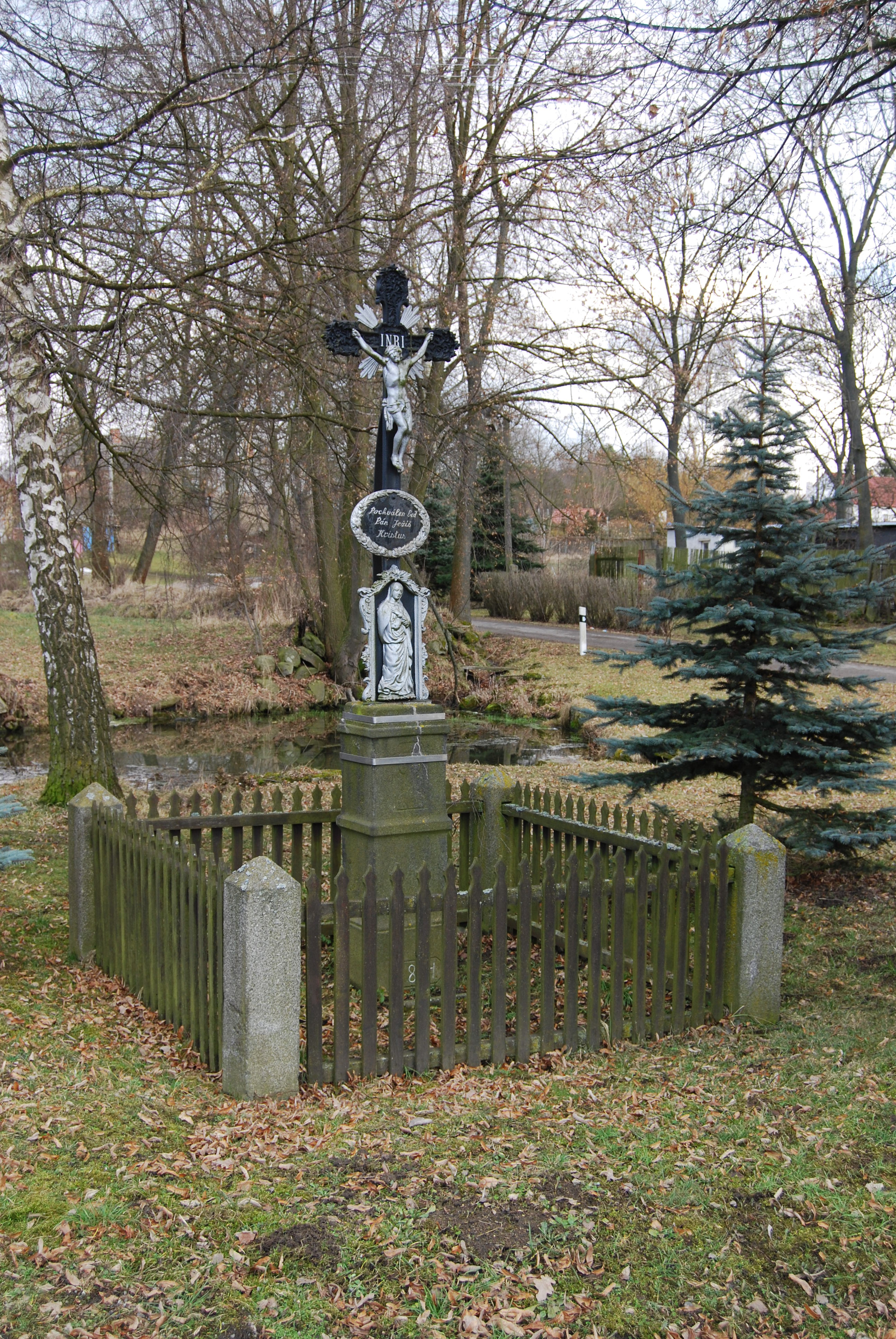
Kříž v obci
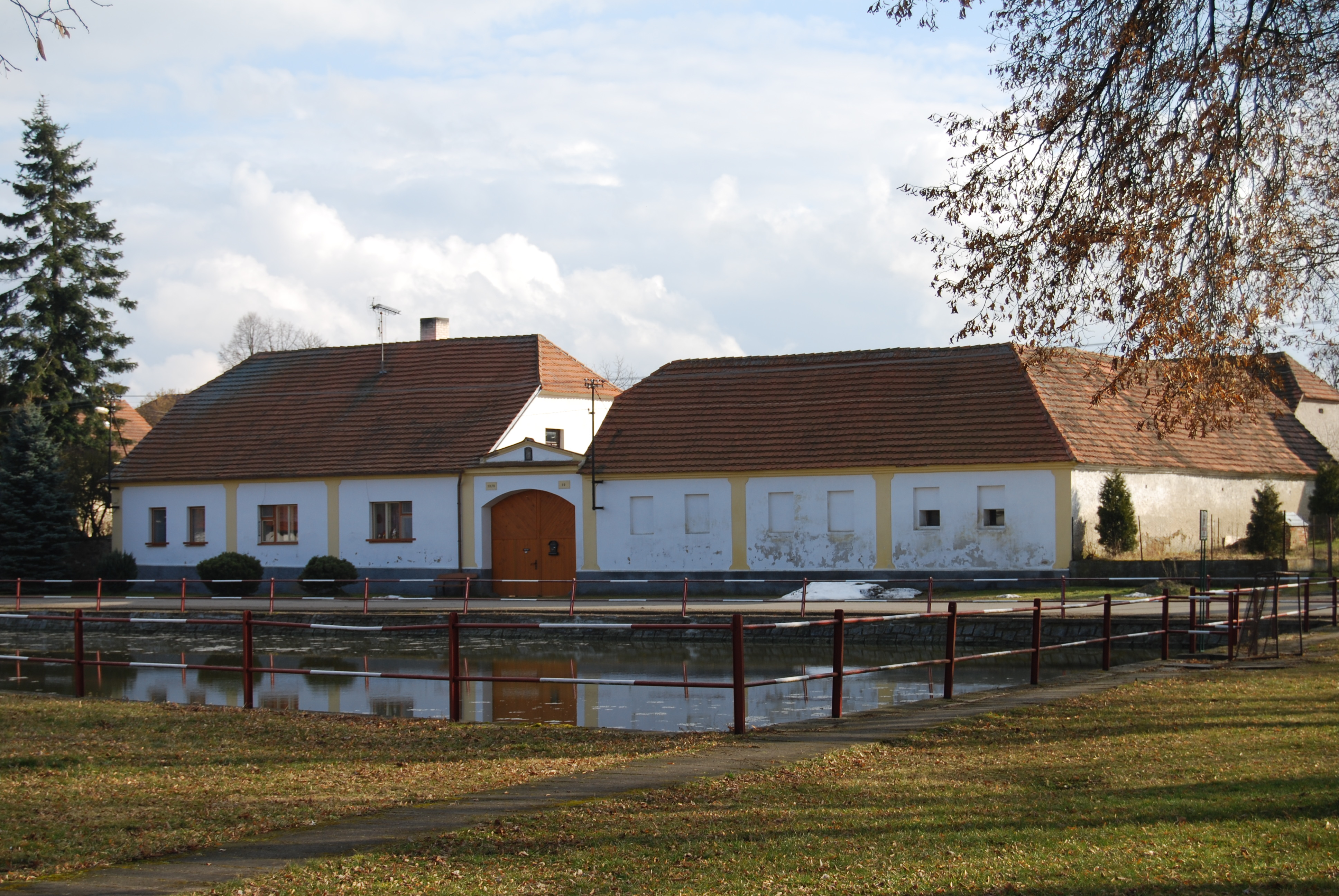
Usedlost v obci
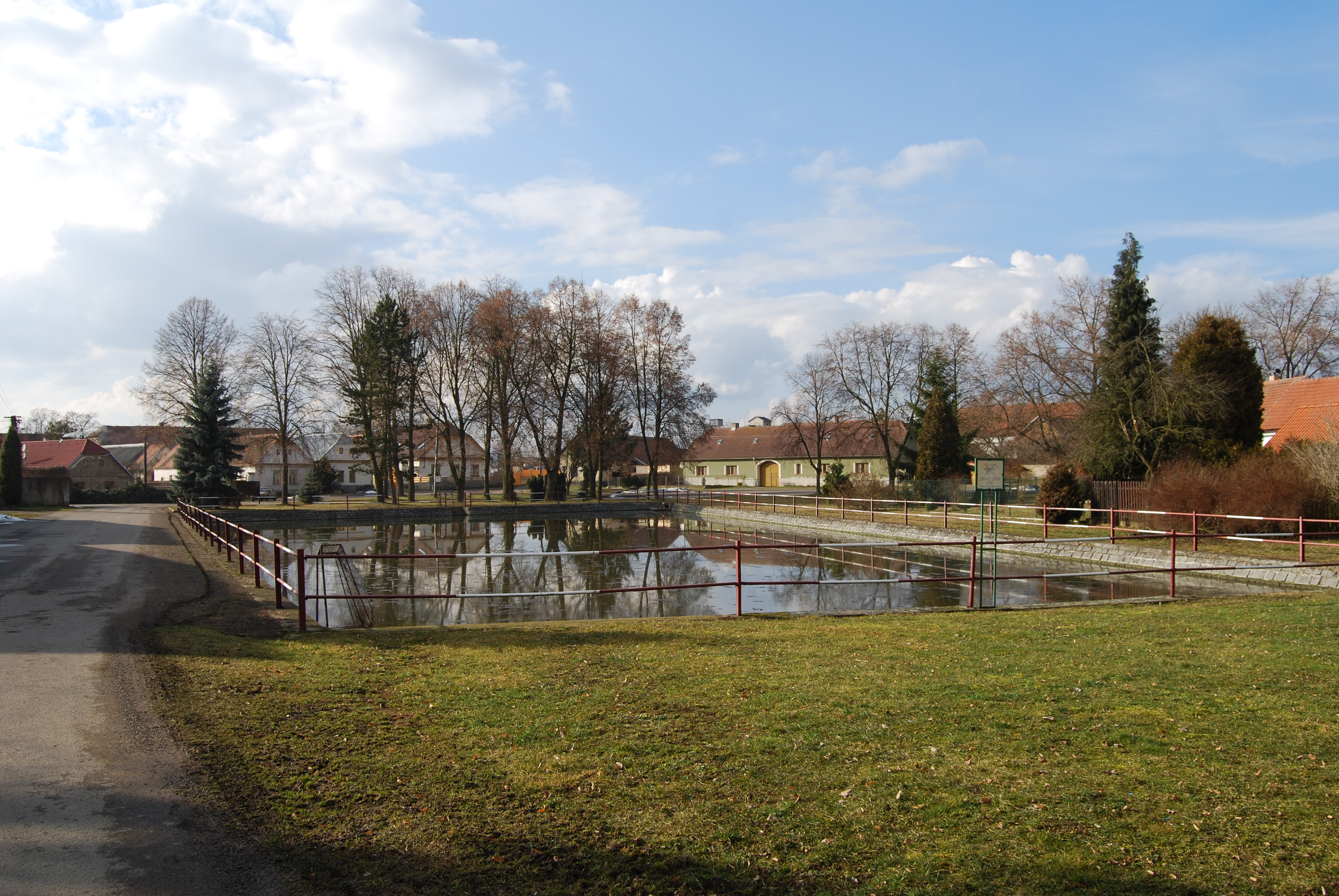
Pohled na náves
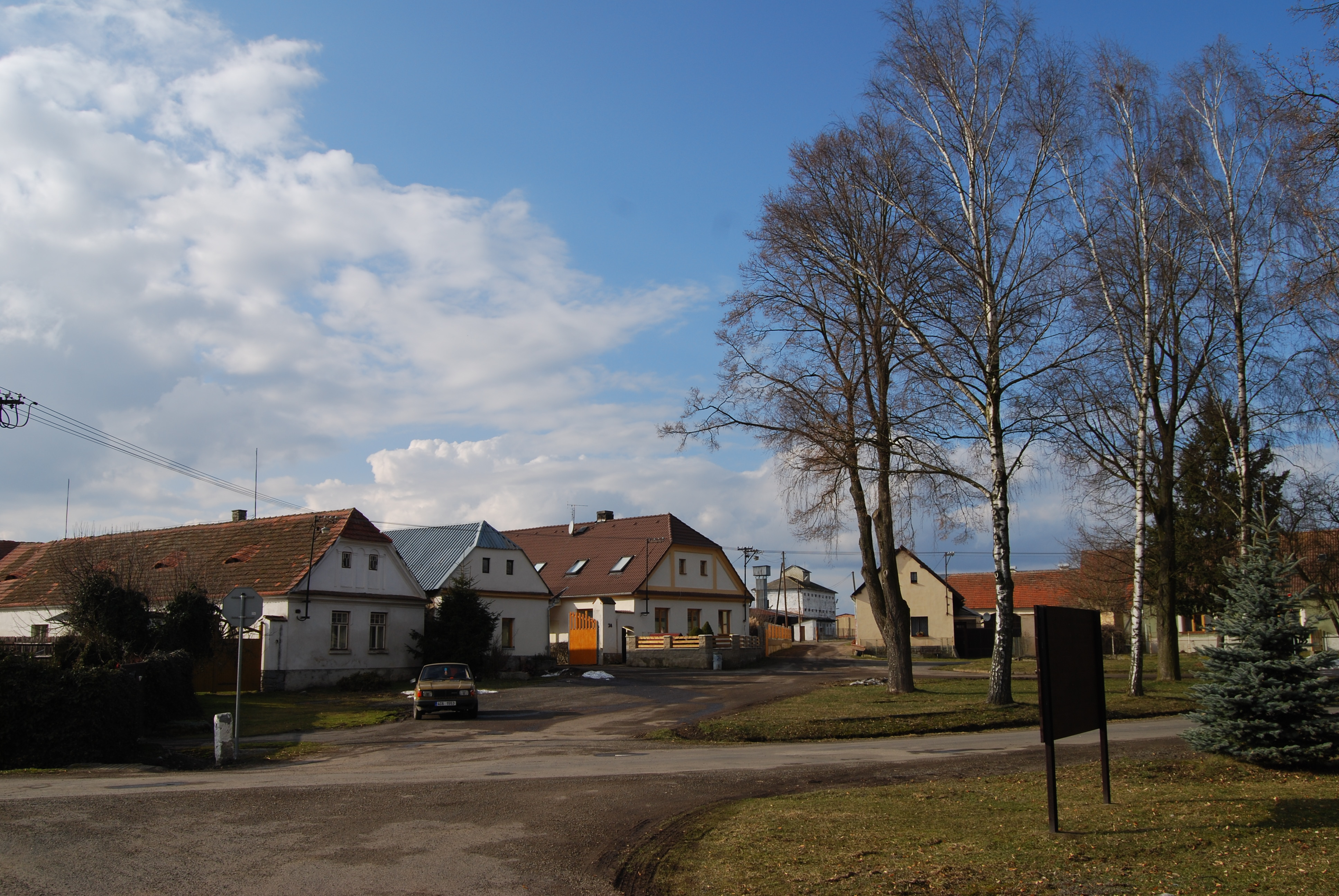
Pohled na část obce